# Avenida Combatientes de Malvinas
La avenida Combatientes de Malvinas es una arteria vial de la Ciudad de Buenos Aires, Argentina.
La avenida nace en la intersección de las avenidas Chorroarín y Del Campo, y finaliza en el cruce de la Avenida Álvarez Thomas con la Avenida Olazábal.
Hasta 1994 se denominaba "Avenida Donato Álvarez", pero por la ordenanza 48.871 de la Municipalidad de la Ciudad de Buenos Aires, el tramo de Donato Álvarez comprendido entre las avenidas Chorroarín y Olazabal cambió su denominación por la actual, en homenaje a los que participaron del conflicto armado con Gran Bretaña por las islas de 1982. 
Dicho tramo sirve de límite entre los barrios de Villa Ortúzar y Parque Chas hasta ser interrumpido por 100 metros por la Avenida Triunvirato para luego ya adentrarse hasta su empalme final, dentro del barrio de Villa Urquiza. 
Por esta avenida circulan las líneas de colectivos 111 113 123 133  y en su cruce con la Av. Triunvirato se encuentra la estación De los Incas-Parque Chas de la Línea B del subte de Buenos Aires. Además, al 3002 se encuentra emplazado el Hospital General Dr. Enrique Tornú.

### Monumentos y plazas
En la plazoleta Dr. Roberto Koch, sita en la intersección con la avenida Chorroarín, se ha erigido un monolito en homenaje a los Combatientes de Malvinas, en virtud de la ley 6.153 de la Ciudad de Buenos Aires.